# Giovanna Ewbank
Giovanna Ewbank Baldacconi Gagliasso, née le 14 septembre 1986 à São Paulo, est une actrice brésilienne.

## Biographie
Giovanna Ewbank est née à São Paulo, au Brésil. Elle est descendante d'Écossais et d'Italiens,.

## Filmographie

### Télévision
- 2007 : Malhação : Marcinha (Márcia de Souza)
- 2008-2009 : A Favorita : Maria do Perpétuo Socorro (Sharon)
- 2010 : Escrito nas Estrelas : Suely
- 2012 : Acampamento de Férias 3 : Helena
- 2013 : O Dentista Mascarado : Xurupita Girl
- 2013-2014 : Joia Rara : Cristina
- 2015 : Babilônia : Vanessinha Pitbull (Vanessa)
- 2015 : Totalmente Demais : Elle-même

### Présentateur de télévision
- 2009 : TV Globinho
- 2015-actuellement : Vídeo Show
- 2020 : The Circle Brazil

### Reality Show
- 2013 : Cachorrada Vip
- 2014-actuellement : Dança dos Famosos

### Théâtre
- 2012 : O Grande Amor da Minha Vida